# Verkhne-Txufítxevo
Verkhne-Txufítxevo - Верхне-Чуфичево (rus) - és un poble de l'óblast de Bélgorod, a Rússia. El 2010 tenia 183 habitants. Pertany al districte (raion) de Stari Oskol.